# Виды казней раннехристианских мучеников

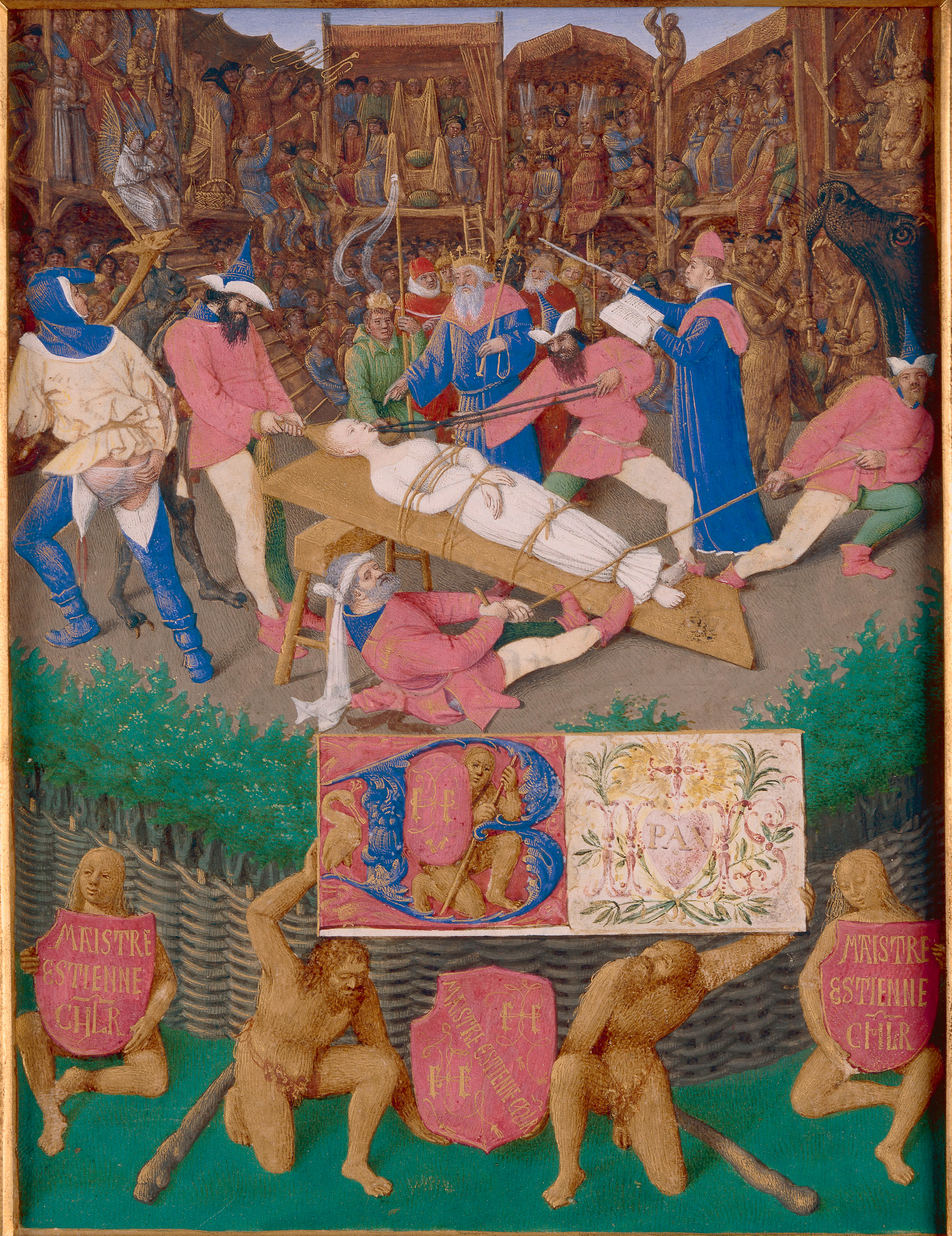
Мученичество св. Аполлонии, (Часослов Этьена Шевалье)

Виды казней раннехристианских мучеников — различные типы мучений (смертельных приговоров и пыток), которым были подвергнуты раннехристианские святые.
Ряд казней является достаточно распространенным и их можно встретить в житиях многих святых (обезглавливание), а некоторые стали сугубо специфическими и упоминаются лишь в жизнеописаниях конкретных Божиих угодников. Несмотря на удивительное многообразие упомянутых способов, из нехристианских письменных источников известно, что римская правовая система, к примеру, предпочитала ограничиваться в отношении христиан, в основном, приговором к распятию или к съедению львами.
Типичное описание страданий святого включает, как правило, стадию пыток («его бичевали воловьими жилами, строгали железными зубьями, посыпали солью раны и жгли огнём и смолой»), после которых, святой, тем не менее, остается преданным Христу, затем ему выносят, казалось бы, смертельный, но при этом изощрённый приговор («его бросили на растерзанье диким животным/в раскалённую печь/ в ледяное озеро»), из которого святой чудом выходит невредимым; и за этим следует окончательная казнь — как правило, через простое отсечение головы мечом.
Поскольку многие из христианских святых являются мучениками, атрибутами, сопровождающими их в искусстве, часто являются орудия их казни либо же части тела, отделенные во время мучений.

## Виды казней и пыток

### Бичевание
Обычно использовалось как предварительное наказание, чтобы вынудить мученика отречься от веры, оказывалось безуспешным, и за ним следовало, например, обезглавливание (Святая Варвара).

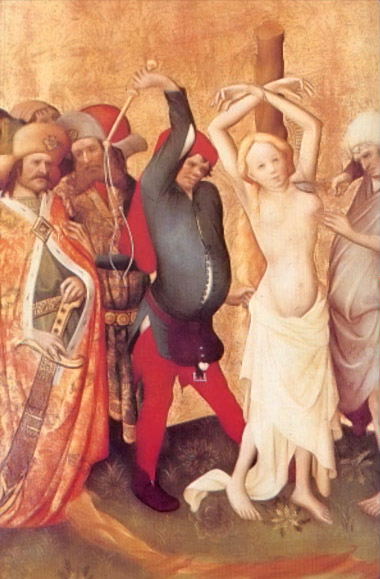
Мученичество св. Варвары (Мастер Франке)

### Колесование
Наиболее известным святым, претерпевшим это мучение, стала св. Екатерина Александрийская, на изображениях которой колесо фигурирует в качестве атрибута (впрочем, умерла она от обезглавливания, так же, как и св. Георгий Победоносец).

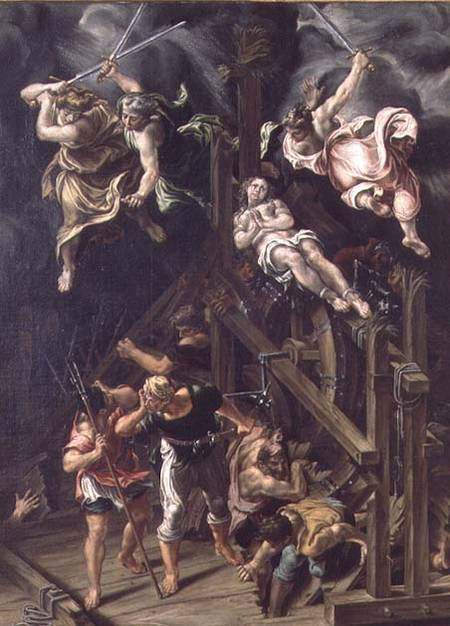
Мученичество св. Екатерины (Лелио Орси)
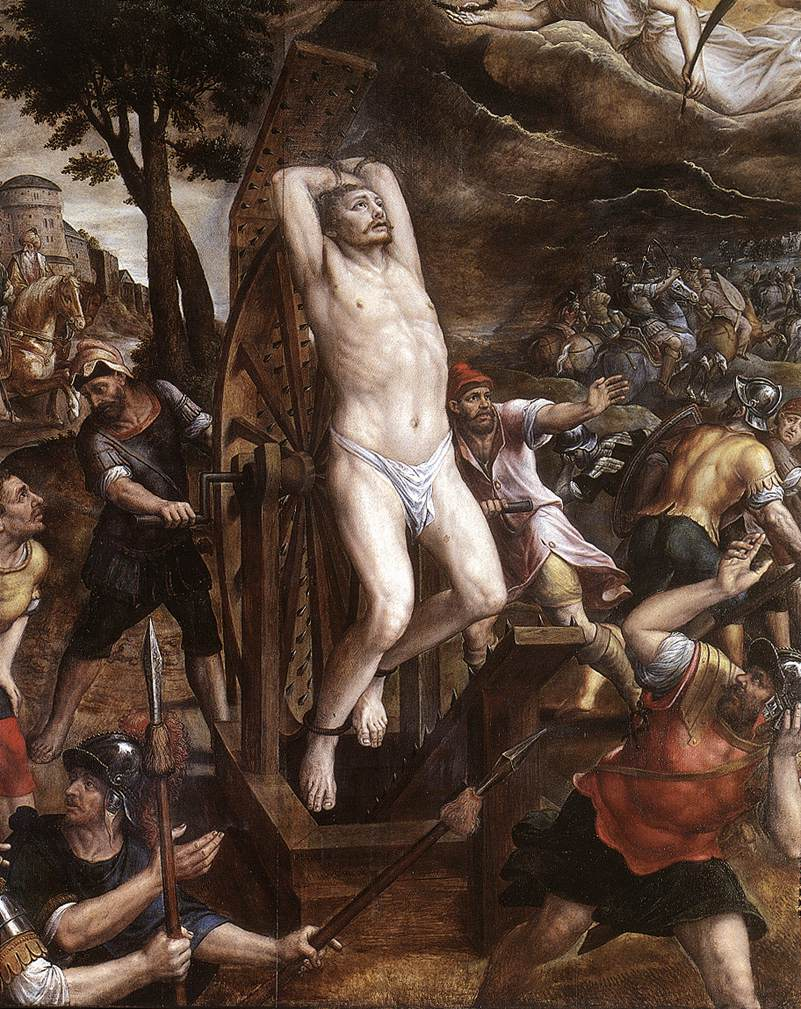
Мученичество св. Георгия (Михиль Кокси)

### Обезглавливание
Казнь через усекновение мечом головы часто упоминается в описаниях мученической кончины святых. В ряде случаев казненные таким образом святые будут изображаться держащими свою голову в руках (кефалофоры). Крайне редко встречаются святые, которых не смогли казнить и таким способом (Цецилия Римская).

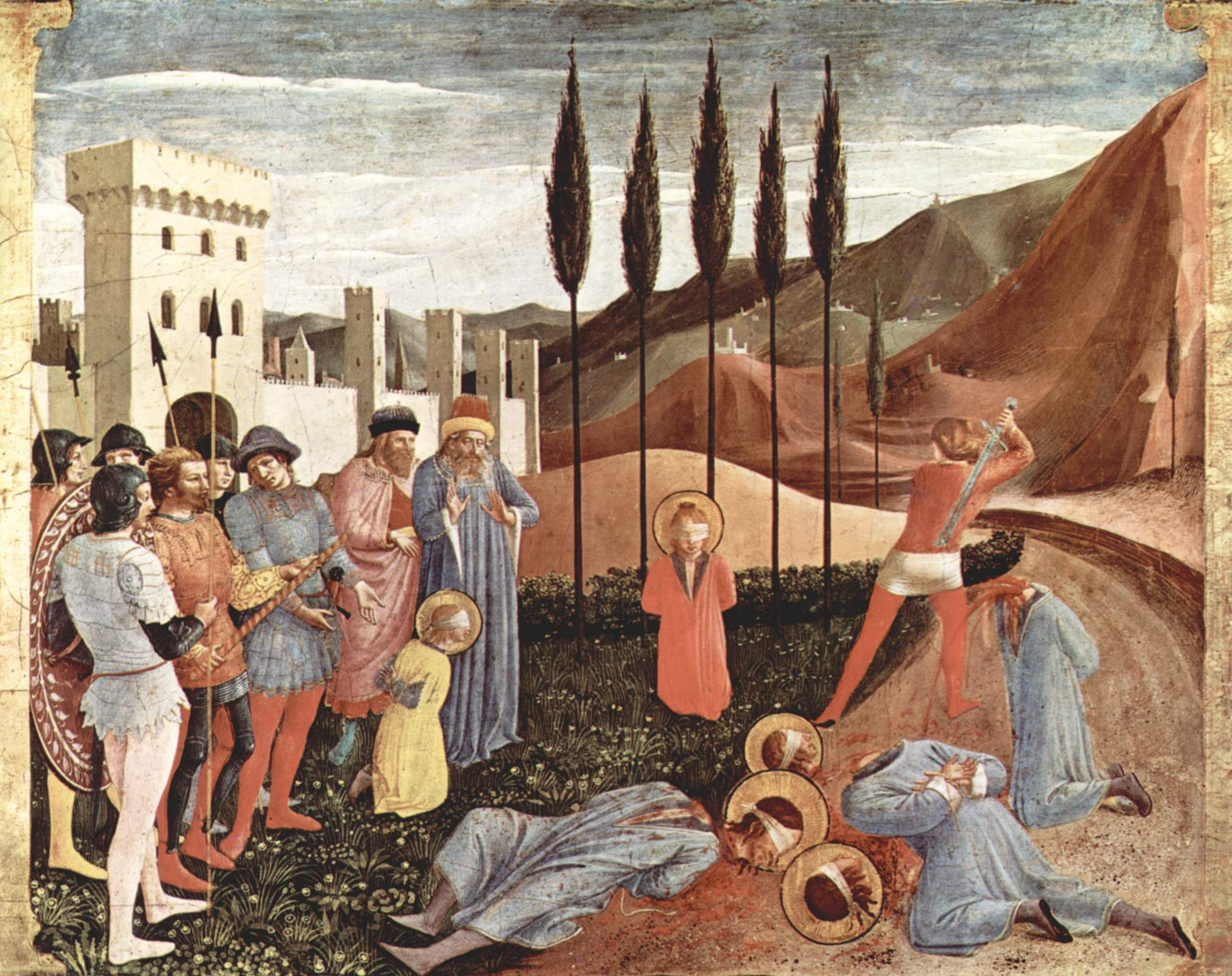
Мученичество свв. Косьмы и Дамиана (Фра Беато Анджелико)
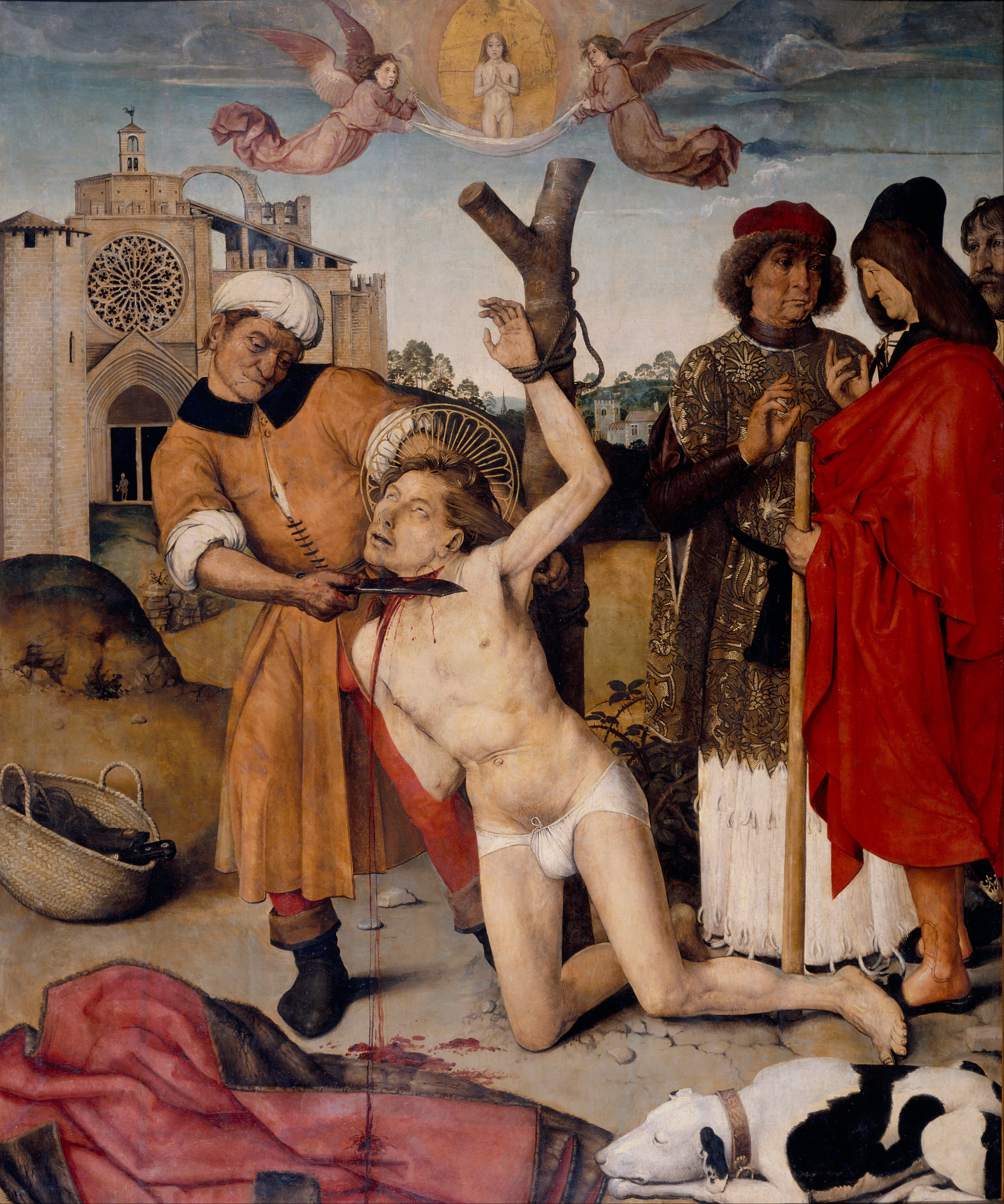
Мученичество св. Кукуфаса (Айн Брю)
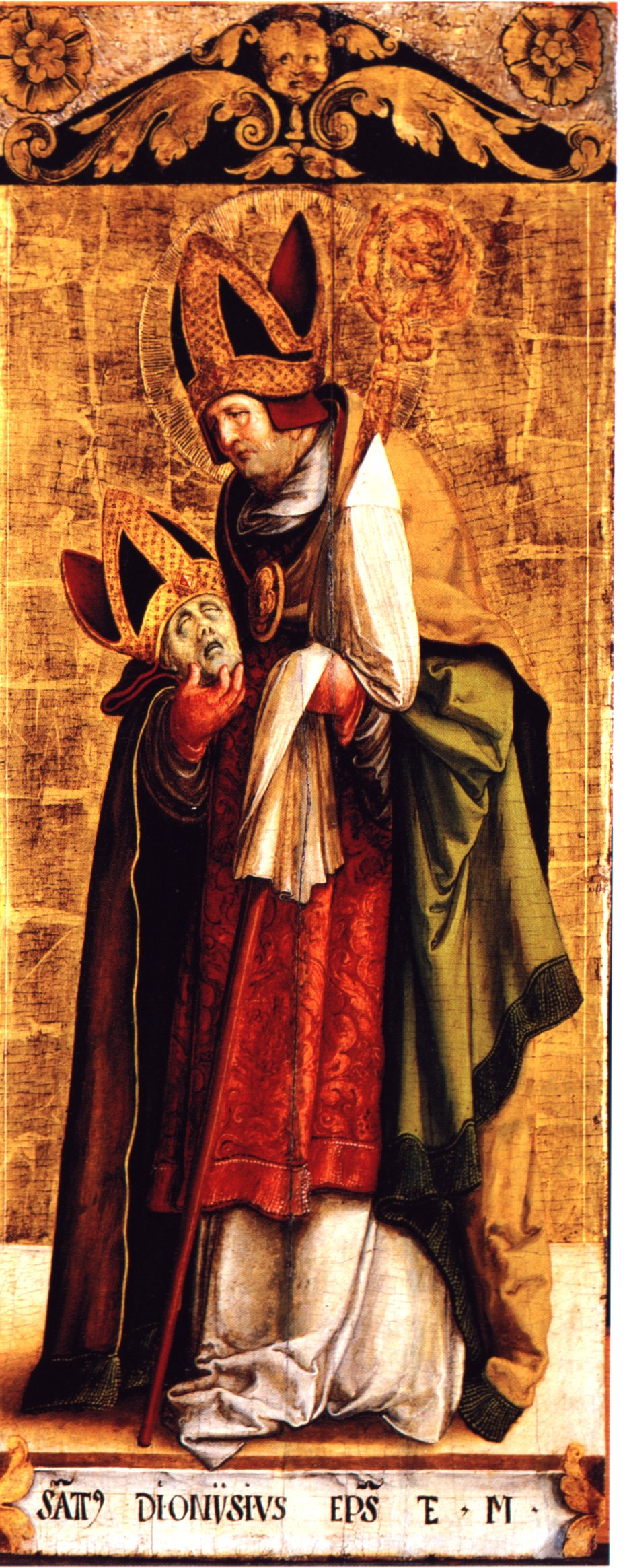
Св. Дионисий Парижский с головой в руках (Месскирхский мастер)

### Переохлаждение
Казнь христиан посредством гипотермии (например, Сорок Севастийских мучеников, которых загнали в ледяное озеро, впрочем, они чудесным образом не погибли, и палачи вынуждены были убить их другим способом) — достаточно редкий вид казни и, вероятно, является легендарным. Святые Инна, Пинна и Римма были казнены следующим образом: посередине реки поставили и утвердили на льду прямые деревья и привязали к ним мучеников. Когда под их тяжестью лёд стал прогибаться, то вода поднялась до шей, и они в таком положении умерли.

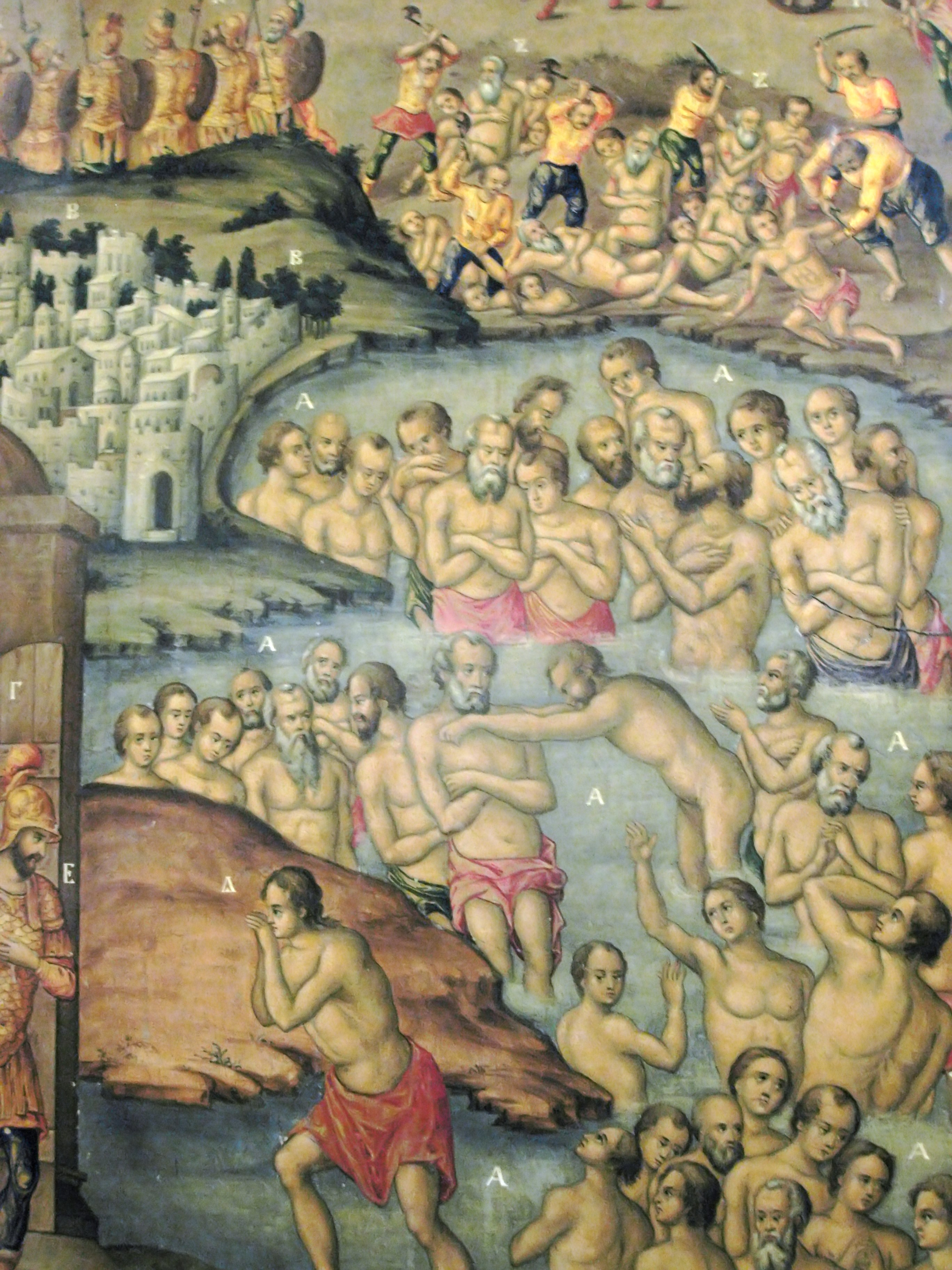
Сорок Севастийских мучеников

### Побиение камнями
Этот вид наказания был нормой иудейского права. Наиболее известным мучеником, пострадавшим от него, был Стефан Первомученик, казненный по приговору Синедриона, в общем, вид казни был не очень распространен, потому что христиан обычно судили римляне, предпочитавшие иные приговоры. На территории Италии упоминается другая модификация: Святой Виталий был похоронен заживо — засыпан камнями. Близкий вид казни — раздавливание камнями. Таким образом были казнены легендарные (и оставшиеся безымянными) четверо увенчанных святых (титульные святые римской базилики Санти-Куаттро-Коронати). Их мученическая смерть с анатомическими подробностями представлена на одной из фресок Помаранче в Санто-Стефано-Ротондо.

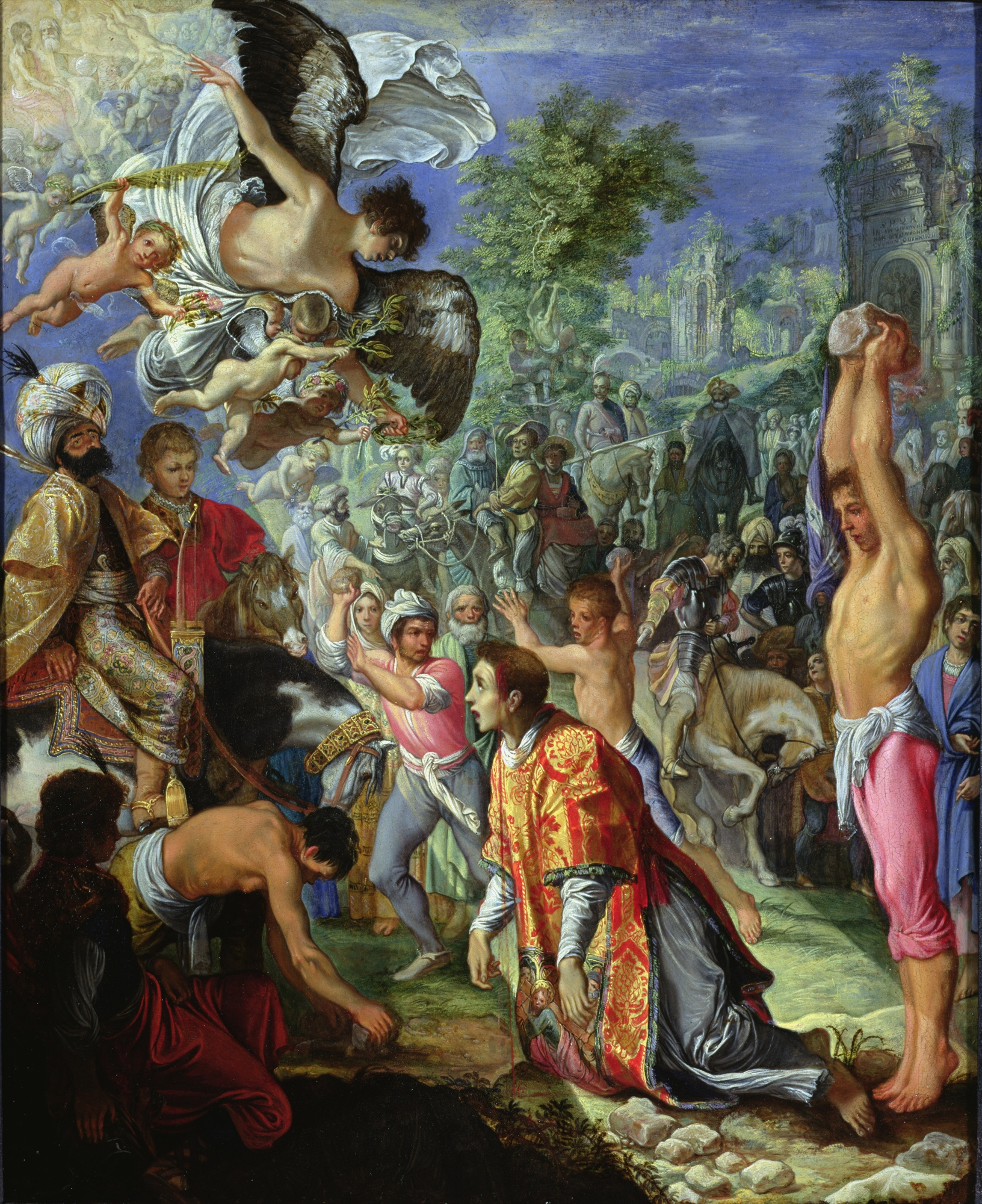
Мученичество св. Стефана (Адам Эльсхаймер)
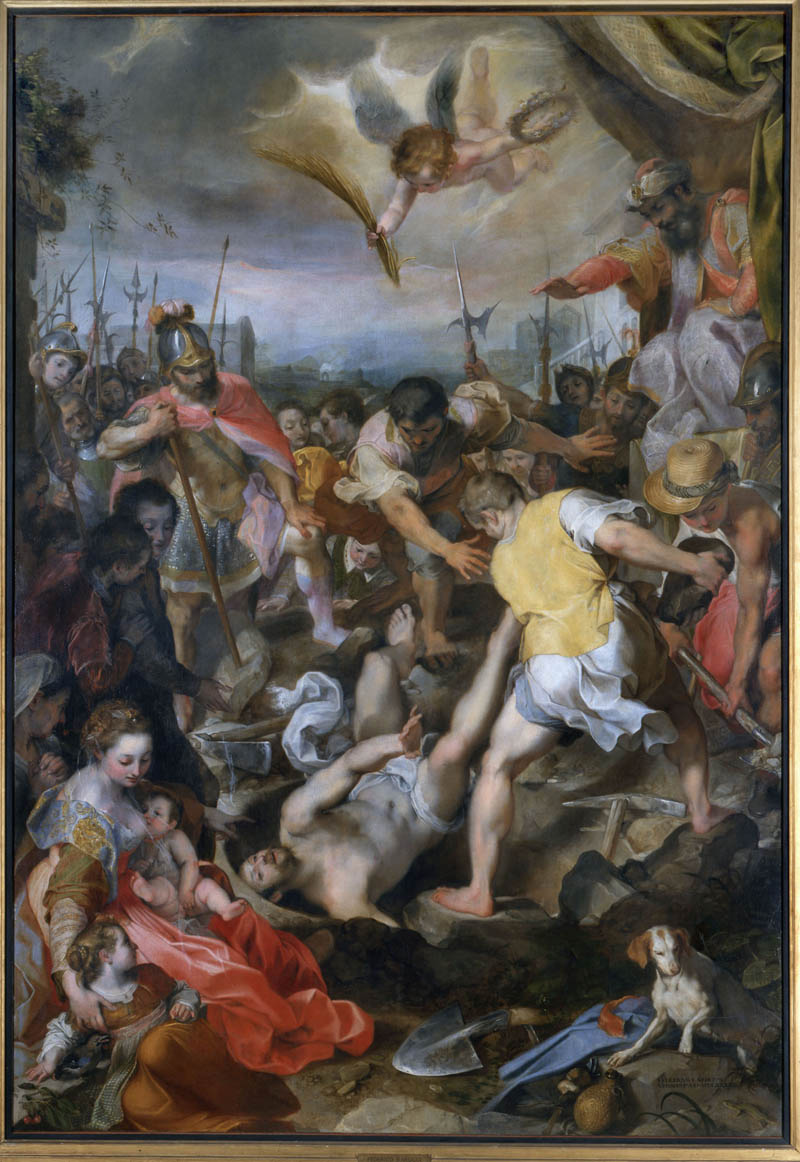
Мученичество св. Виталия (Федерико Бароччи)
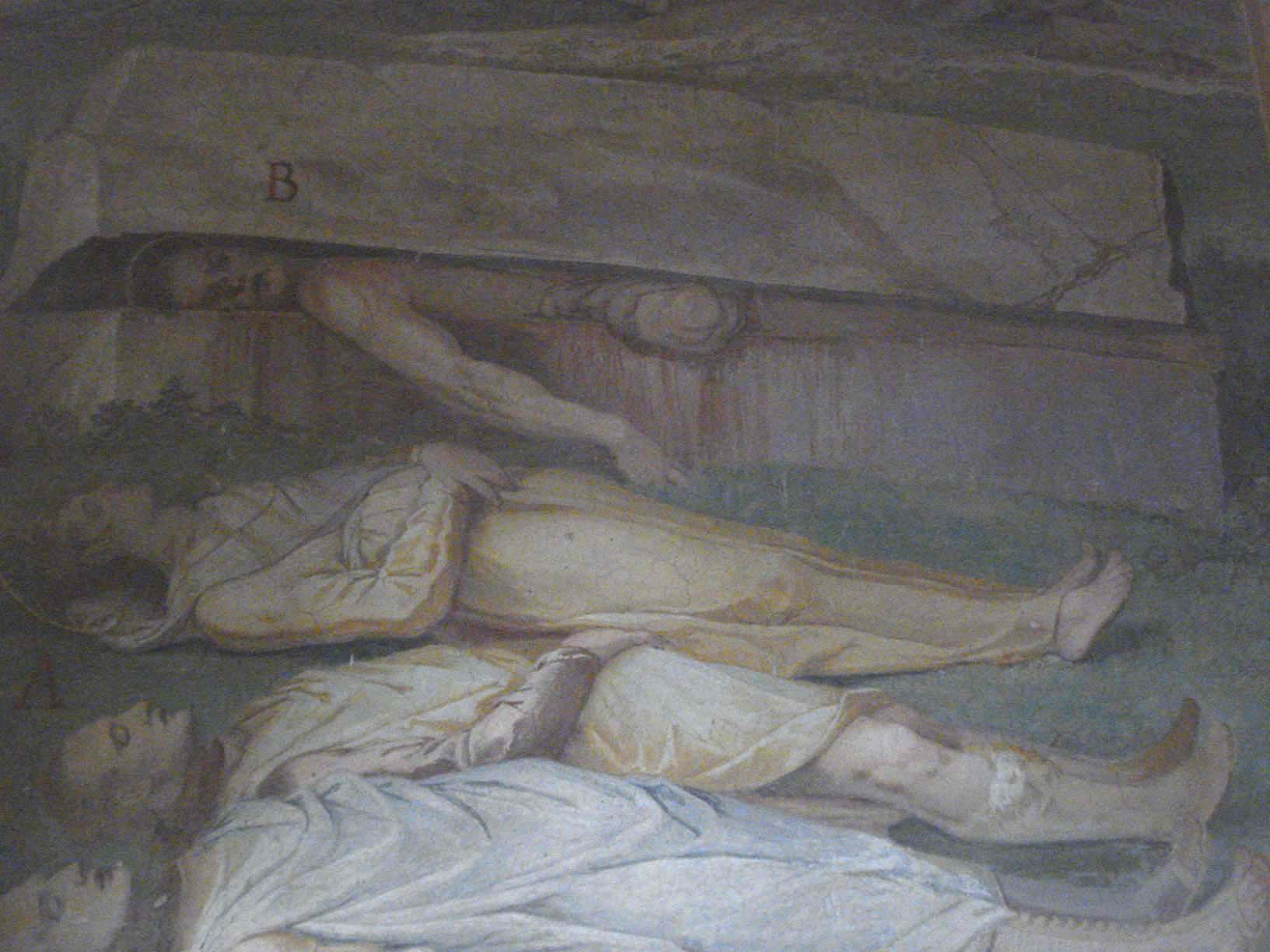
Четверо увенчанных святых

### Распятие
По той причине, что казни через распятие подвергся Иисус Христос (см. Распятие Христово), этот вид казни был достаточно почетным для христиан. Как показывают примеры, существовали вариации: апостол Пётр был распят вверх ногами, а апостол Андрей — на косом кресте, получившем соответственно, название андреевского. Наиболее массовой подобной казнью стало легендарное Мученичество десяти тысяч.

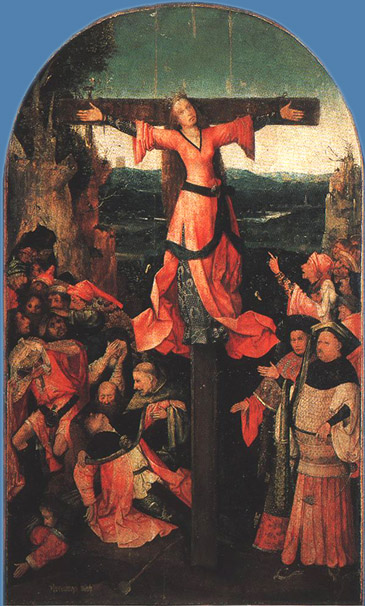
Распятая мученица (Босх)
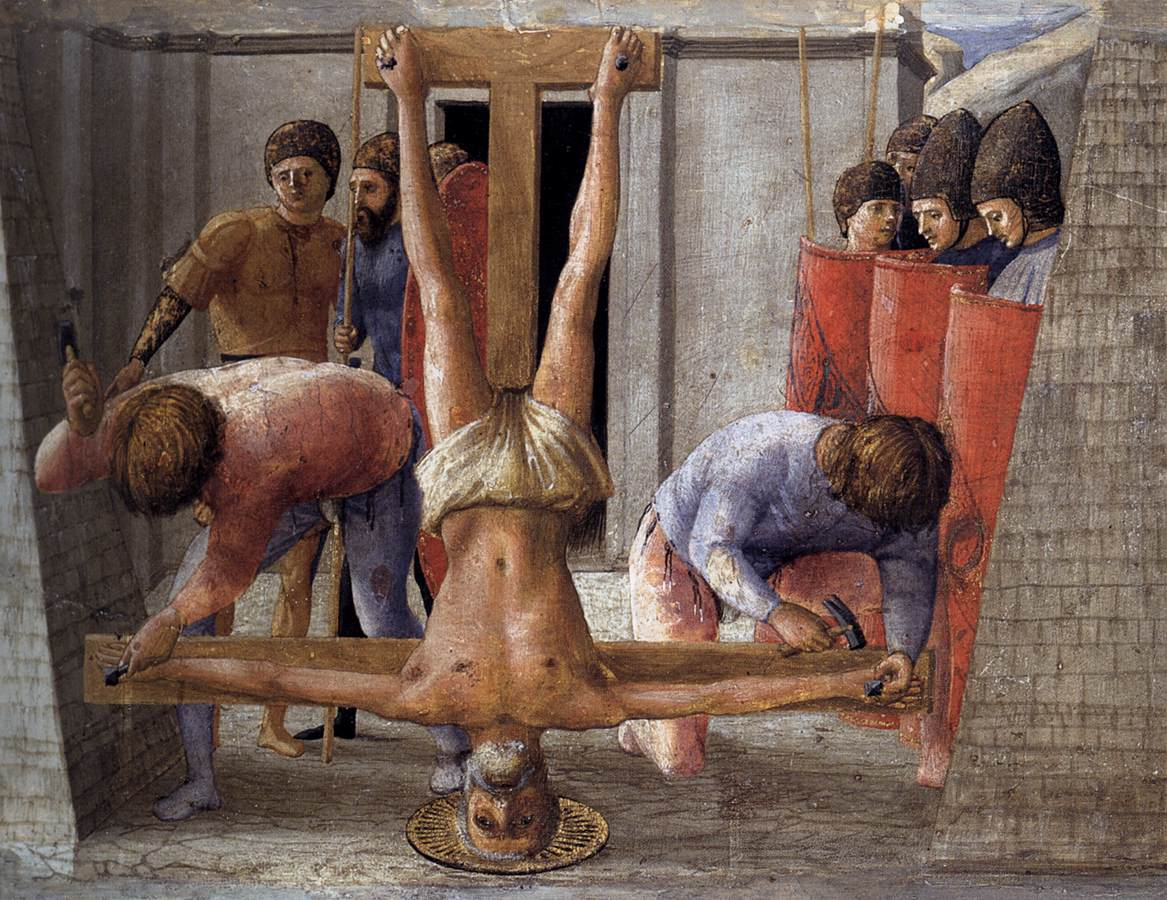
Распятие апостола Петра (Мазаччо)
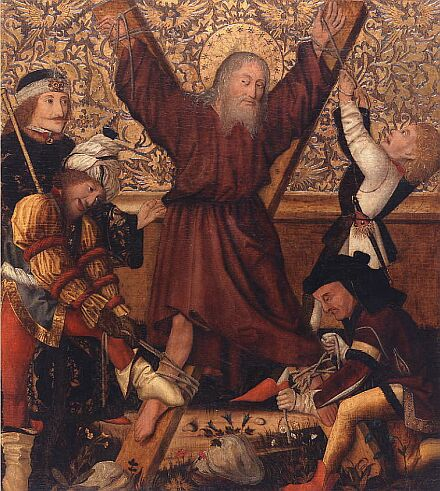
Распятие апостола Андрея
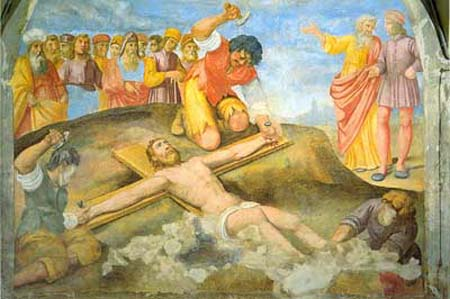
Мученичество св. Агриколы

### Расстрел и протыкание
Самым известным святым, который был подвергнут расстрелу из лука, был святой Себастьян, которого привязали к столбу. Впрочем, он остался жив. Его нашла вдова по имени Ирина, которая выходила раненого Себастьяна. Позже Святой Себастьян был забит камнями до смерти по приказу Диоклетиана, а его тело было сброшено в Большую Клоаку. Уже в IX веке был расстрелян из лука король англо-саксов св. Эдмунд Мученик. Пятью кольями проткнули апостола Фому.

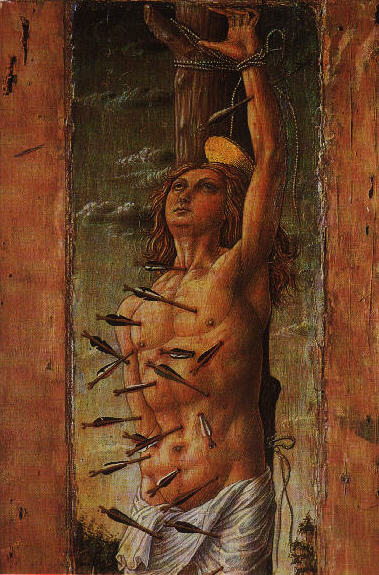
Мученичество св. Себастьяна (Карло Кривелли)
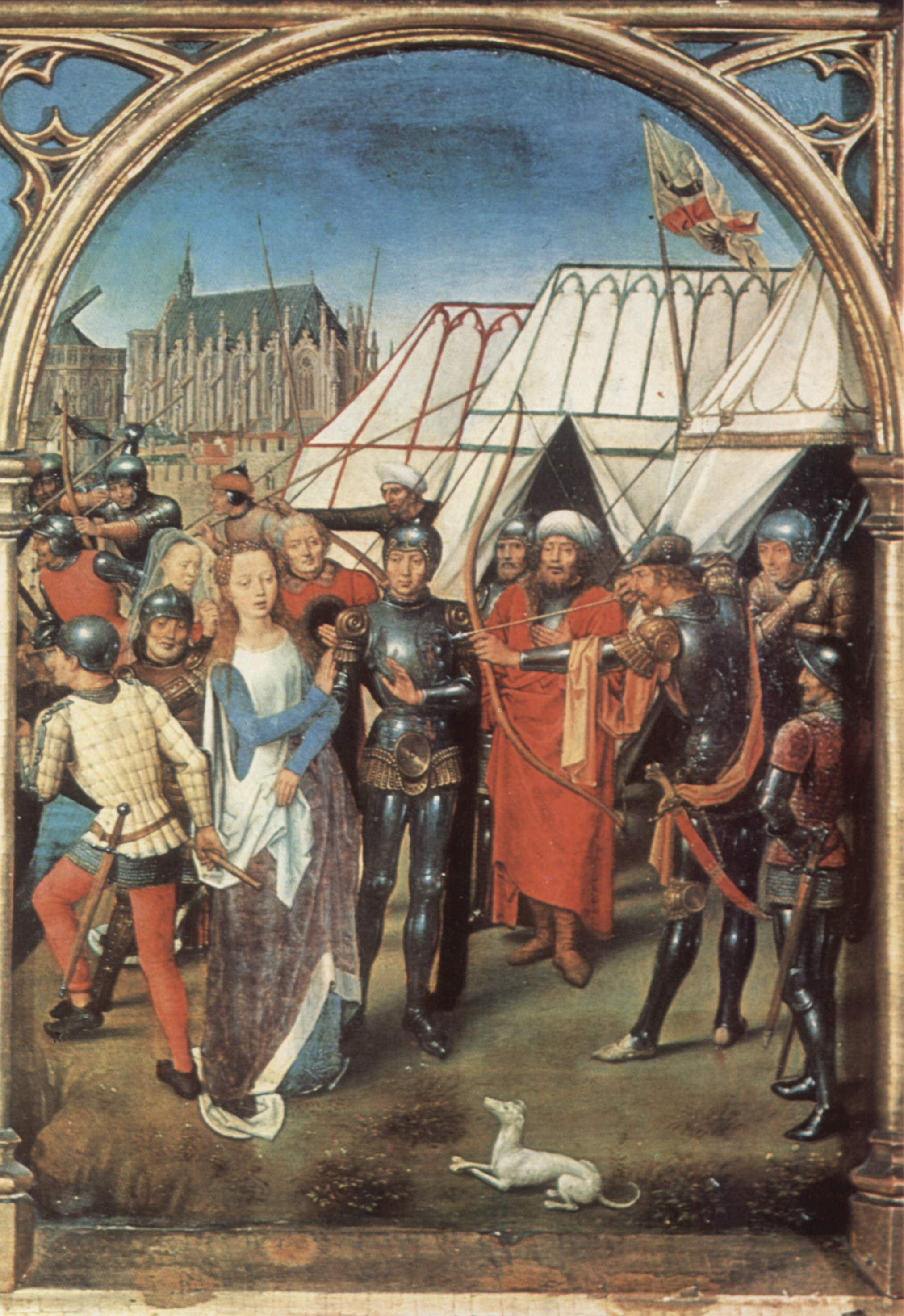
Мученичество св. Урсулы (Ханс Мемлинг)
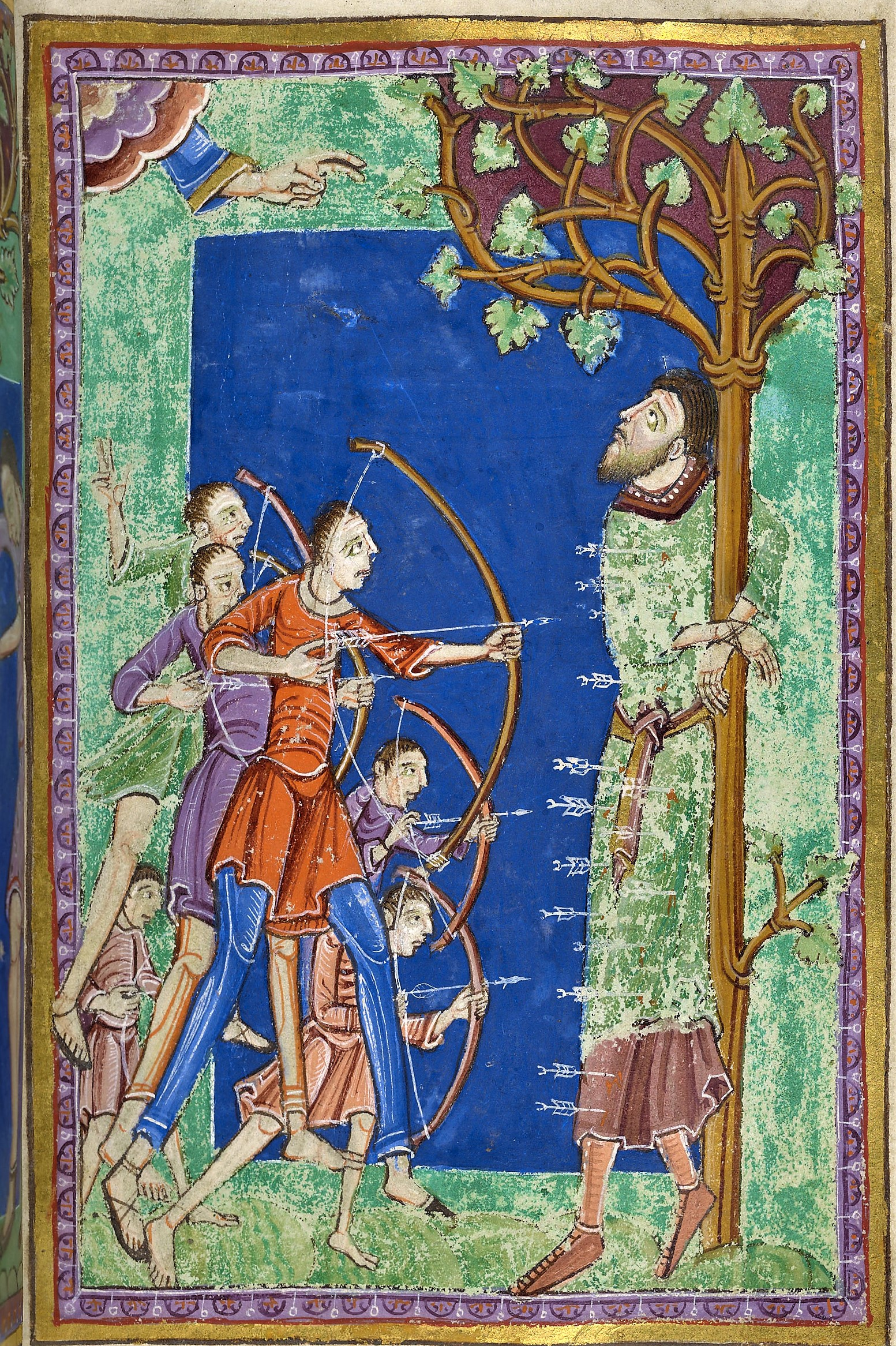
Смерть короля Эдмунда
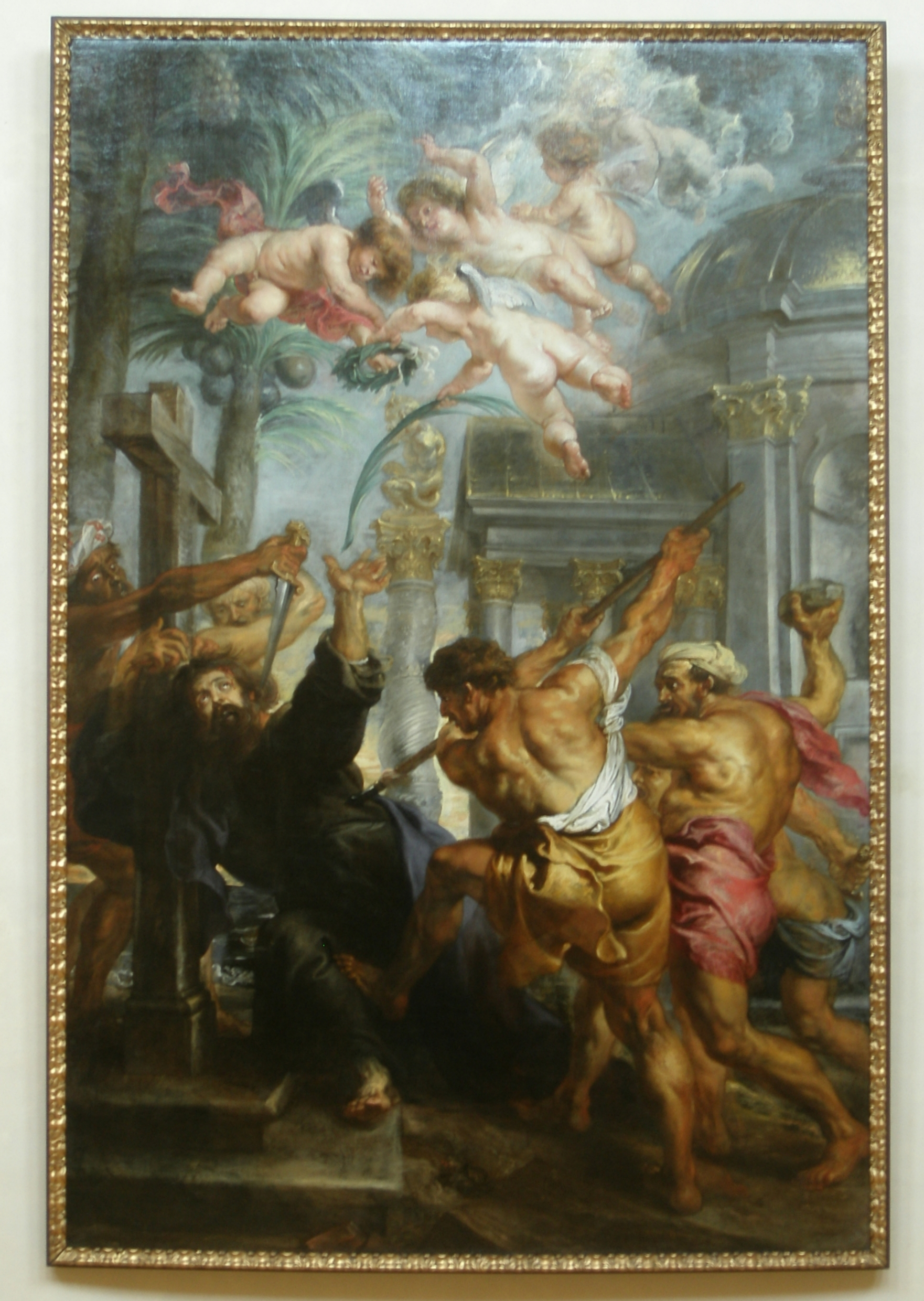
Мученичество св. Фомы (Питер Рубенс)

### Расчленение
Описанные в ряде житий весьма жестокие виды казней обычно являются продуктами поздней средневековой мифотворческой традиции. Так, например, Святой Эразм погиб так: палачи вынули его внутренности, намотав их на лебёдку; при этом в наши дни некоторыми предполагается, что святой, будучи покровителем мореплавателей, имел своим атрибутом подъёмный ворот, что и стало толчком для создания столь мрачной легенды. А Иуда Кириак, согласно одной из версий легенды, был распилен, так же, как и Симон Кананит.
Упоминаются пытки с более мелкими членовредительствами: святой Агате, прежде чем её сожгли, отсекли груди. Апостола Варфоломея распяли вниз головой, но он продолжал свою проповедь, тогда его сняли с креста, содрали кожу, а затем обезглавили, святому Виктору Дамасскому выкололи глаза.

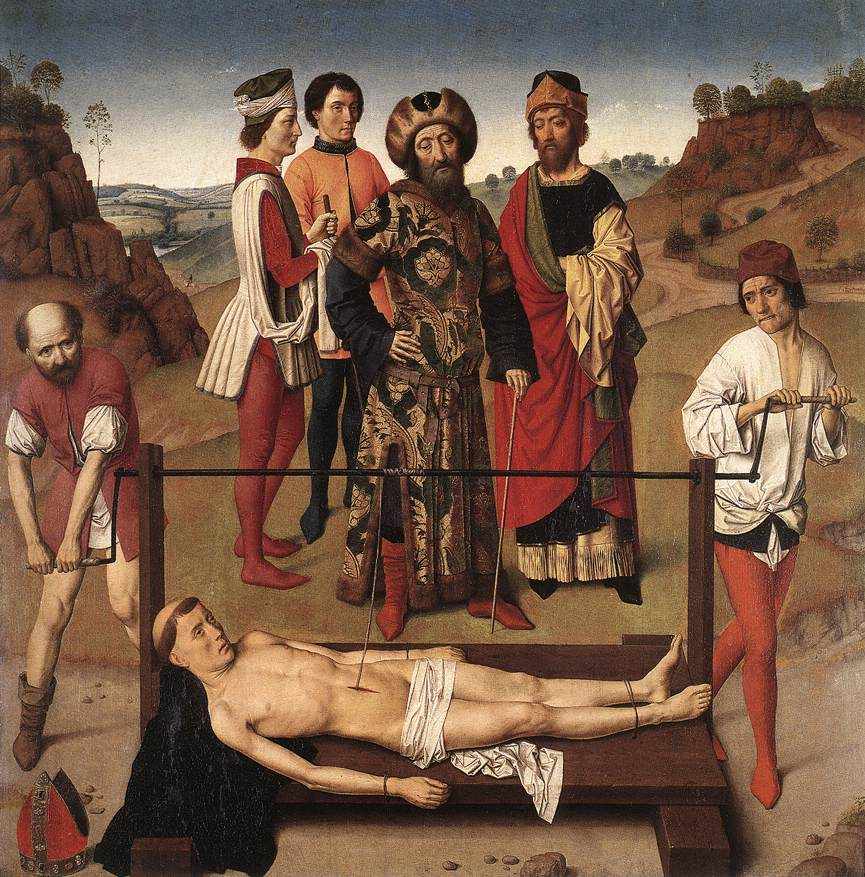
Мученичество св. Эразма (Дирк Боутс)
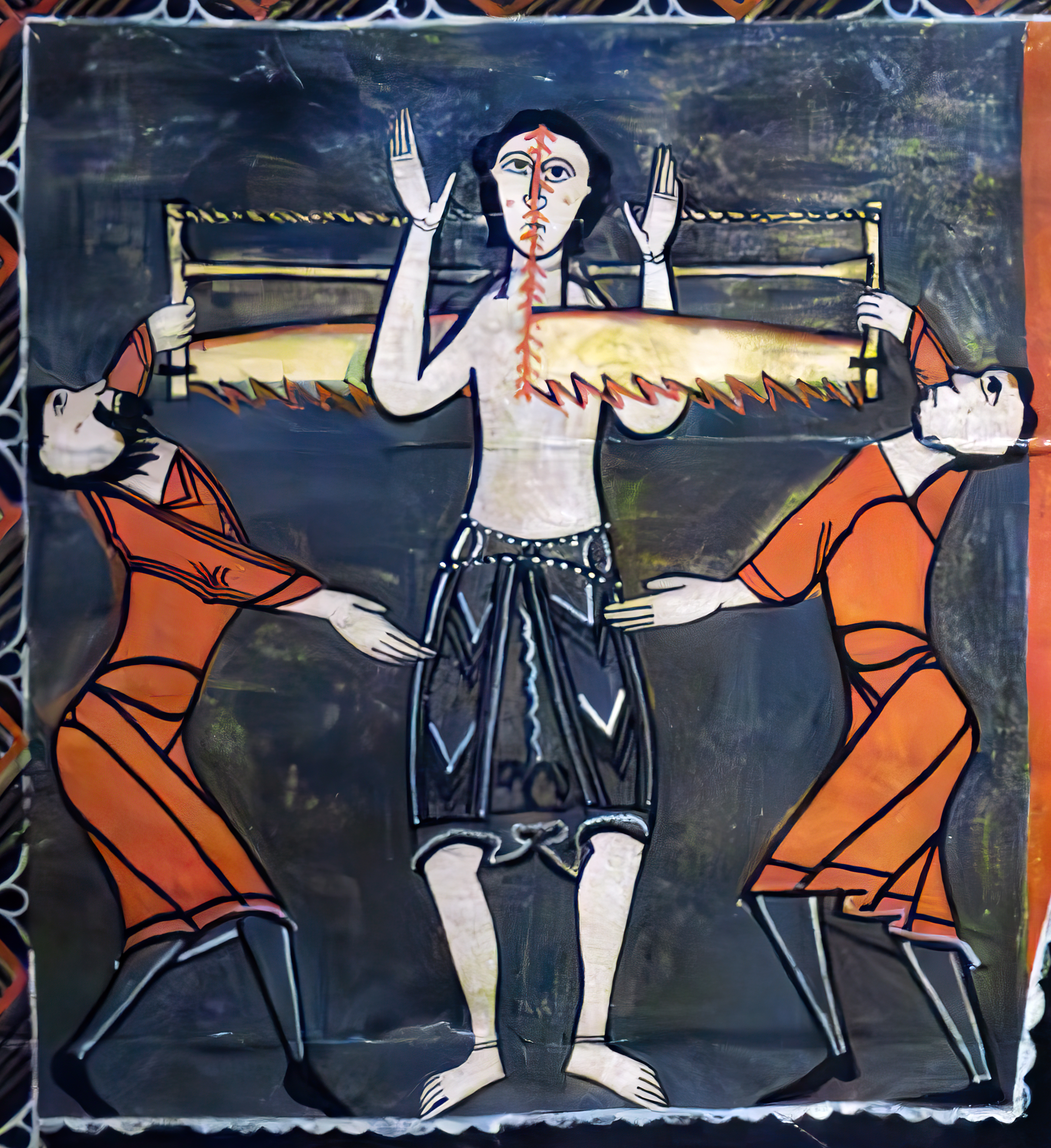
Мученичество св. Кириака
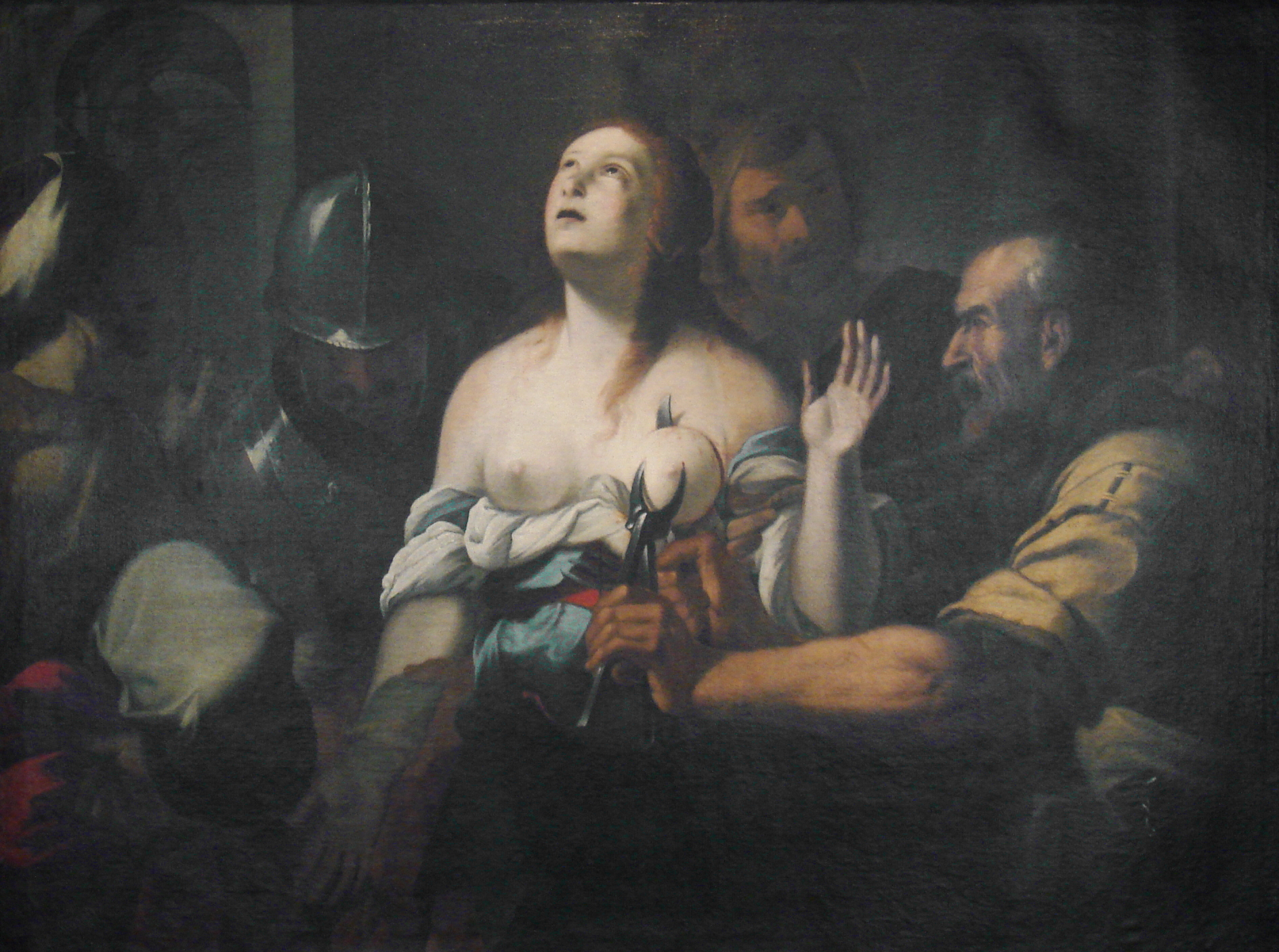
Мученичество св. Агаты (анонимный художник)
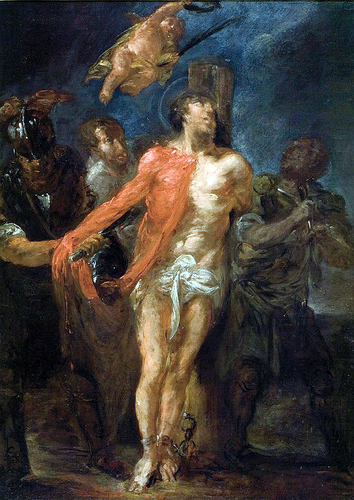
Мученичество св. Варфоломея (Микаэл Виллманн)
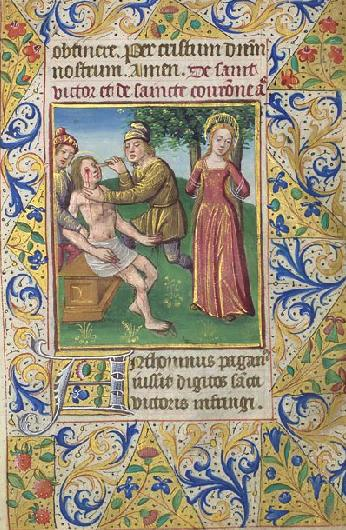
Свв. Виктор Дамасский и Стефанида

### Сожжение и сваривание
Смерть от сожжения упоминается не один раз, но в отличие от Средневековья, предпочитавшего в основном традиционное сожжение на костре (в Античности тоже встречается: Трофим Никомидийский, Анастасия Узорешительница), раннехристианские жития ещё более разнообразны в описаниях видов казни: мученика могли изжарить заживо на железной решётке (с углями), прижимая его тело к ней рогатинами (Святой Лаврентий), его могли бросить в котел с кипящей смолой, серой и воском (св. Ианнуарий, Фавстиан) или в котел с кипящим маслом (святой Витт), с расплавленным оловом (Святые Криспин и Криспиниан) и т. д. Святой Христофор был брошен в раскалённый медный ящик, но остался невредимым и был обезглавлен; Антипа Пергамский и Пелагия Тарсийская были брошены в раскалённого медного вола.
Упоминаются и просто пытки огнём, а сама смертная казнь осуществлялась другим способом (святая Лучия, Маргарита Антиохийская).

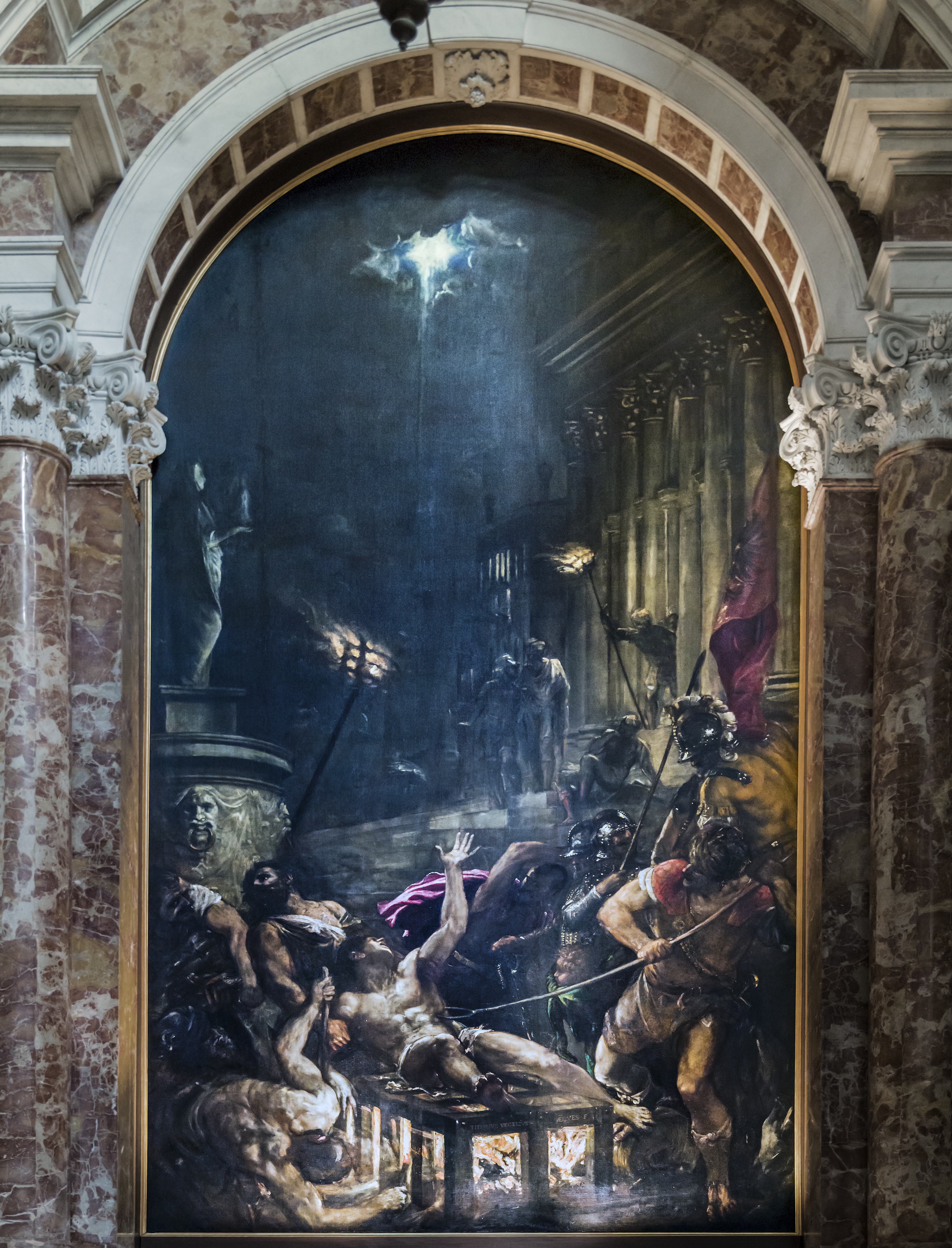
Мученичество св. Лаврентия (Тициан)
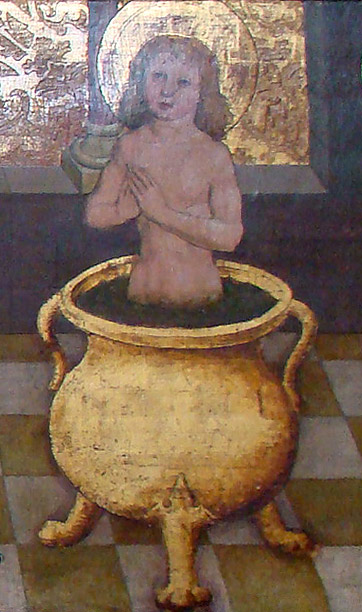
Мученичество св. Витта
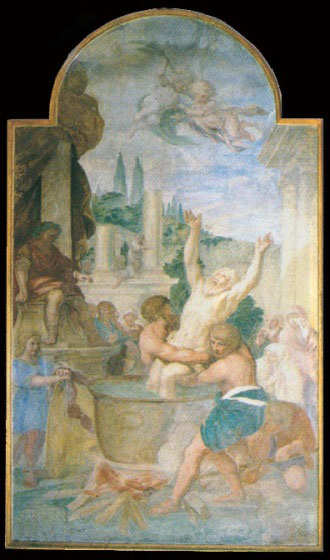
Мучество Иоанна Евангелиста перед Латинскими воротами
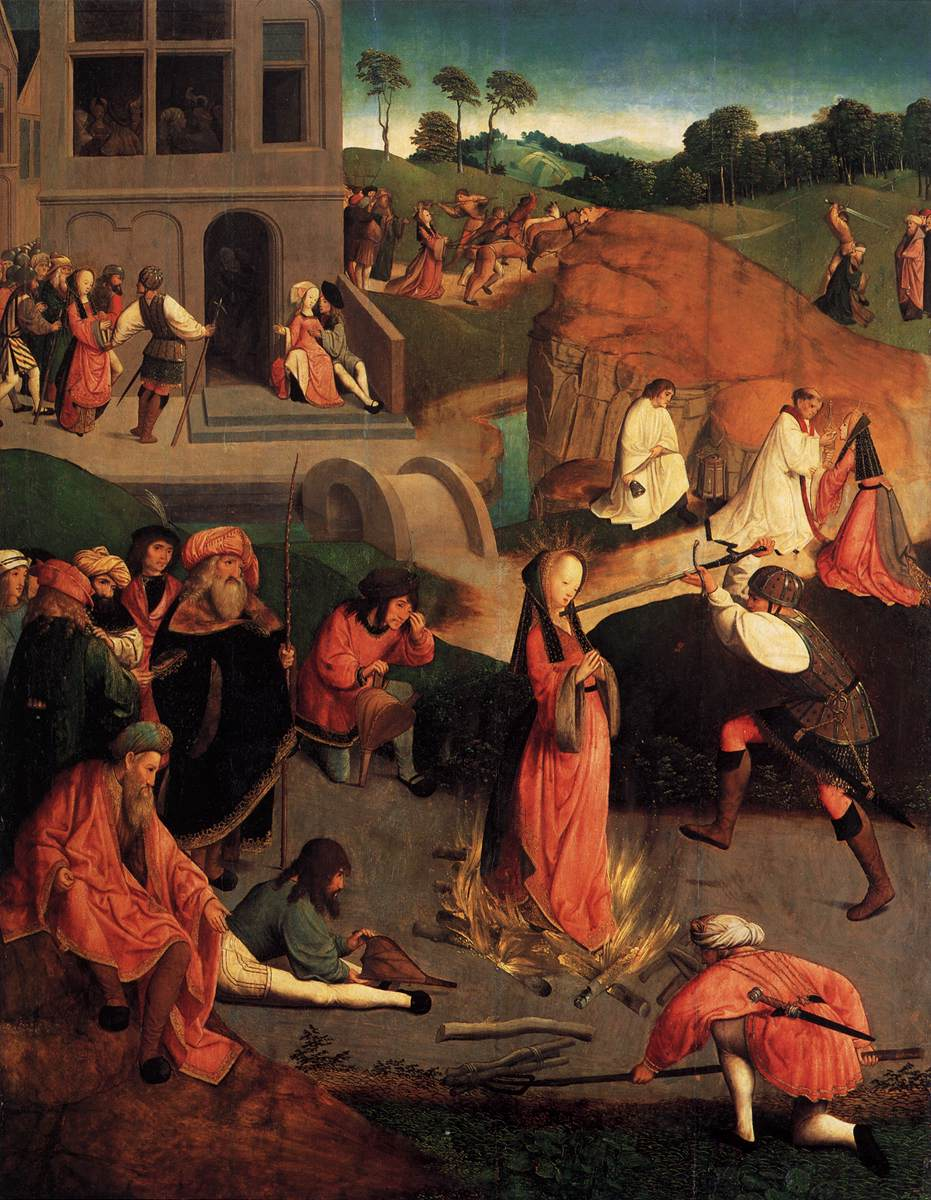
Мученичество св. Лучии — святой поджаривают ноги и собираются обезглавить (Мастер Фигдорского Возведения на крест)
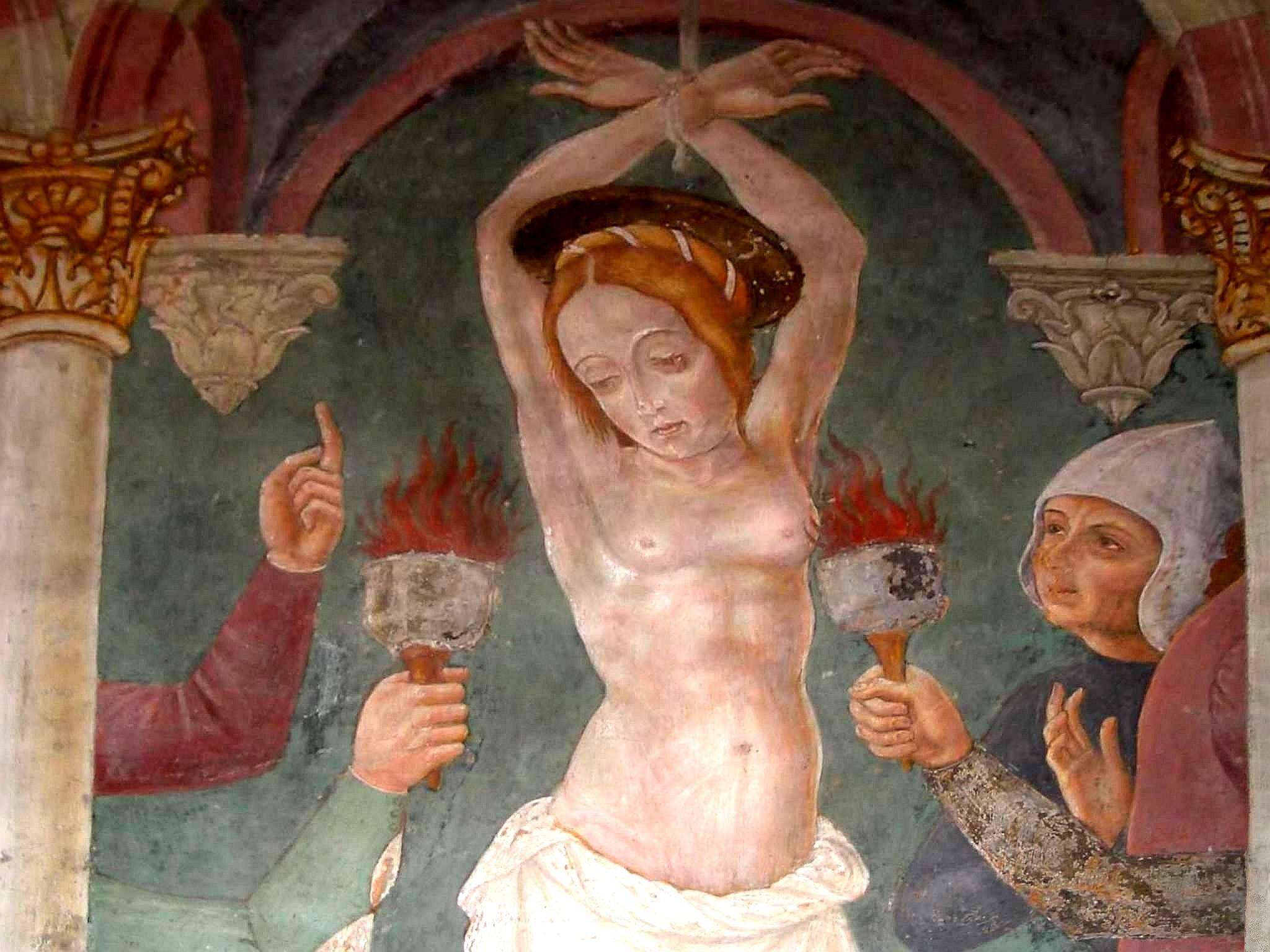
Мученичество св. Маргариты — привязанную к столбу святую пытают огнём.
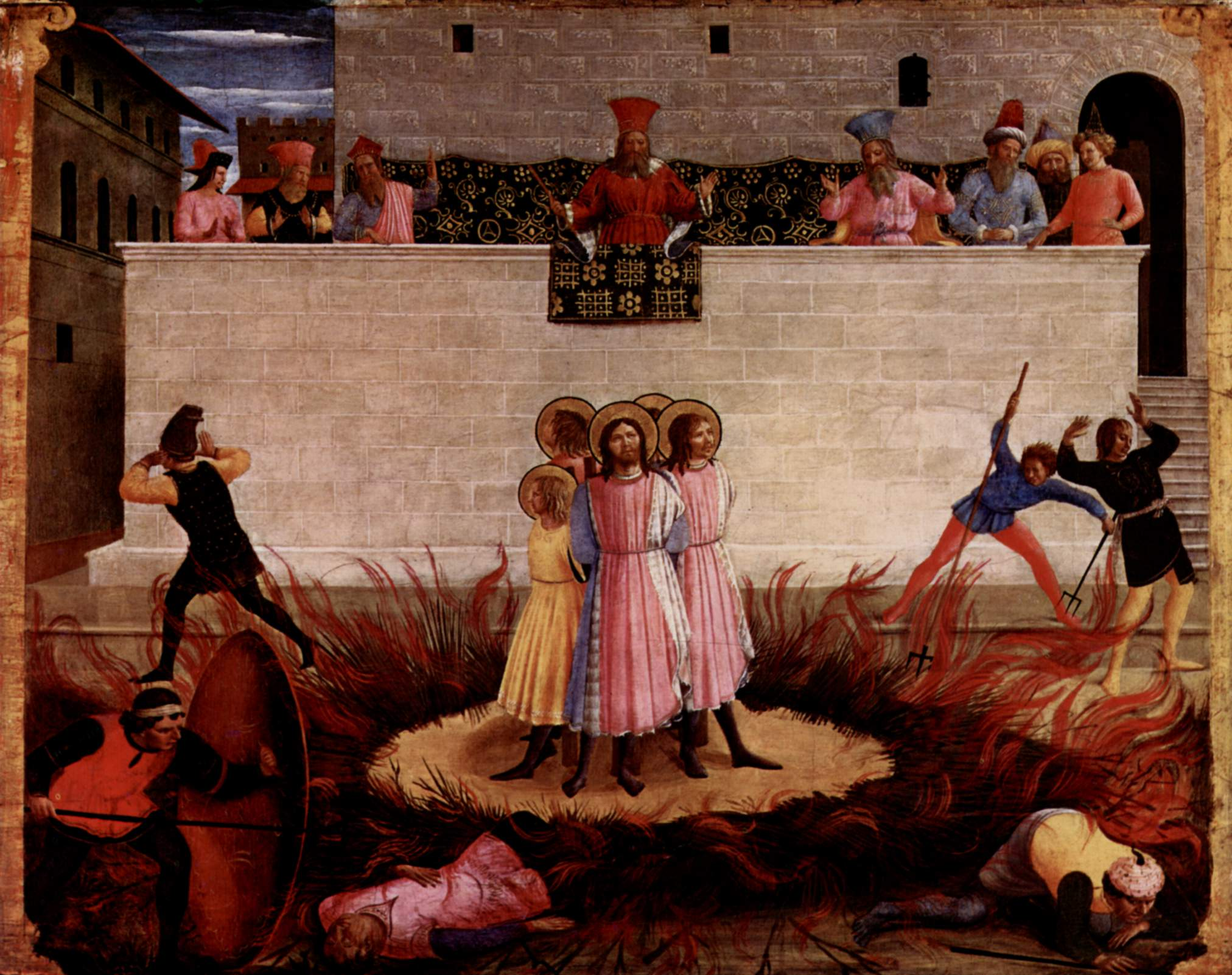
Мученичество св. Косьмы и Дамиана — одна из пыток, испытанных братьями (Фра Беато Анджелико)

### Съедение львами
Приговор Damnatio ad bestias (Съедение львами / растерзание дикими животными) был официальным наказанием римской юридической системы за исповедание христианства и список погибших таким образом мучеников содержит много имён. Ещё длиннее список «чудесно спасшихся» от смерти на арене цирка, впрочем, если верить житиям, эти святые после своего спасения, как правило, практически сразу всё равно предавались казни каким-нибудь более надёжным способом — например, усекновением мечом.

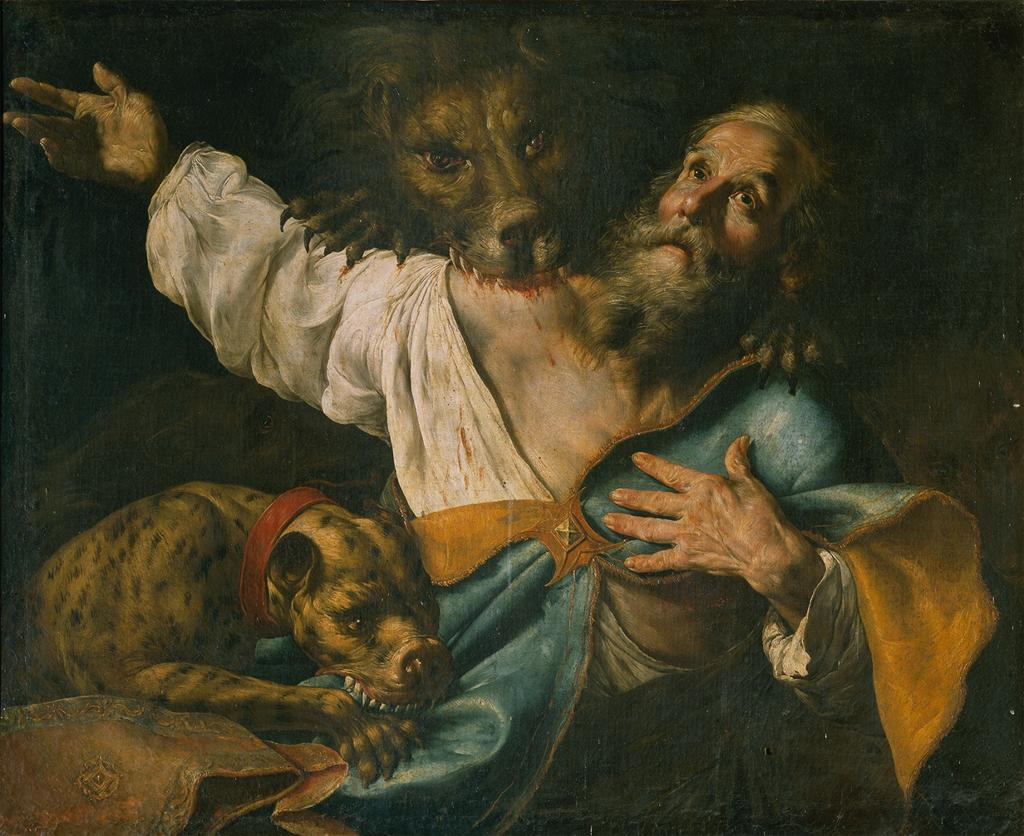
Игнатий Богоносец, раздираемый львами
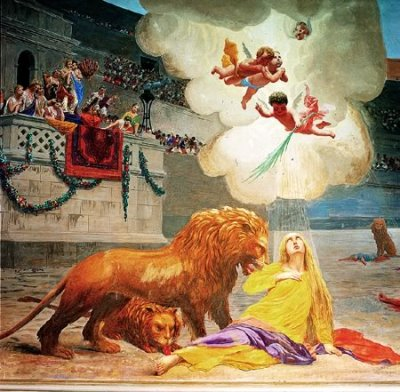
Мученичество св. Евфимии

### Утопление
Утопление не являлось распространённым видом казни и поводом для смерти святых становилось достаточно случайно. Так, св. папа римский Климент I, по легенде, во время своих странствий был привязан к якорю и сброшен в море. Св. Флориан Лорхский был подвергнут следующим пыткам: ему выдернули крюком лопатки, а потом, навесив на шею жёрнов, утопили в реке.

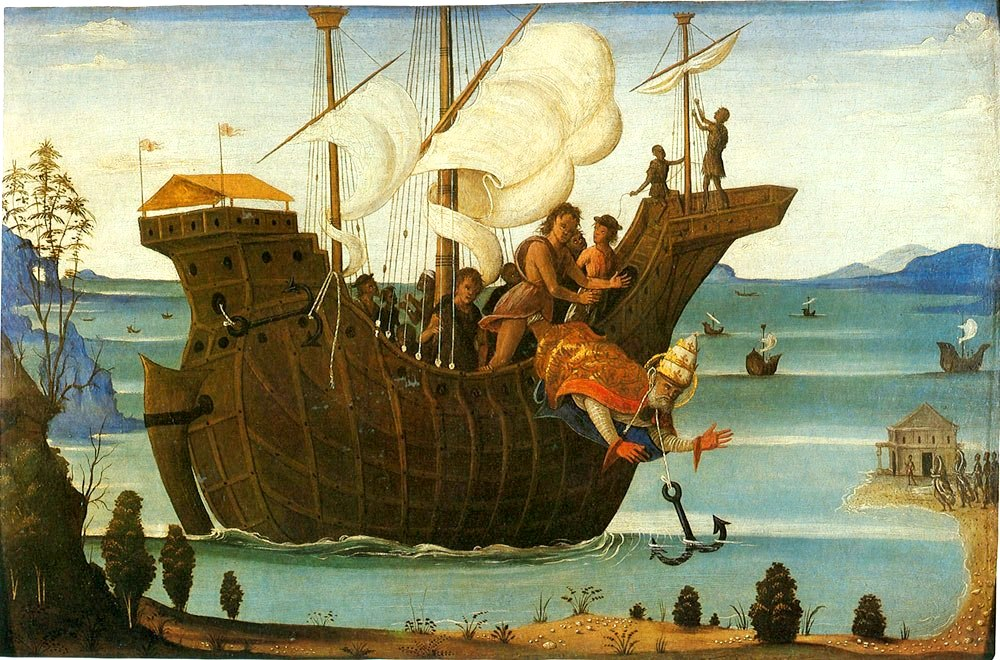
Мученичество св. Климента (Бернардино Фунгаи)
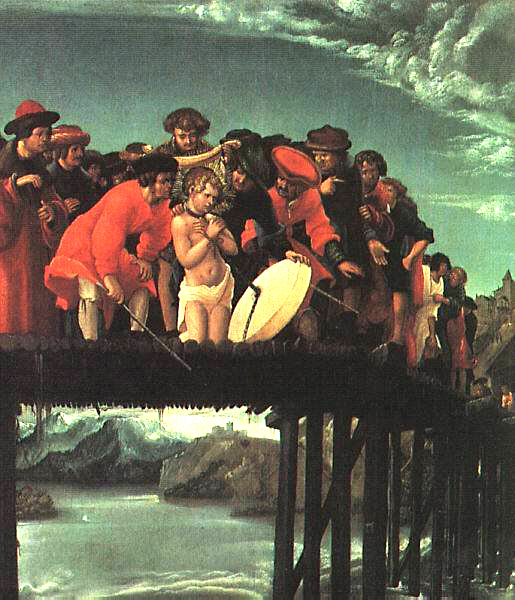
Мученичество св. Флориана (Альбрехт Альтдорфер)

### Четвертование
Упоминаются отдельные случаи расчленения тела мученика, например, в случае со св. Ипполитом Римским, которого привязали к лошадям и разорвали на части.

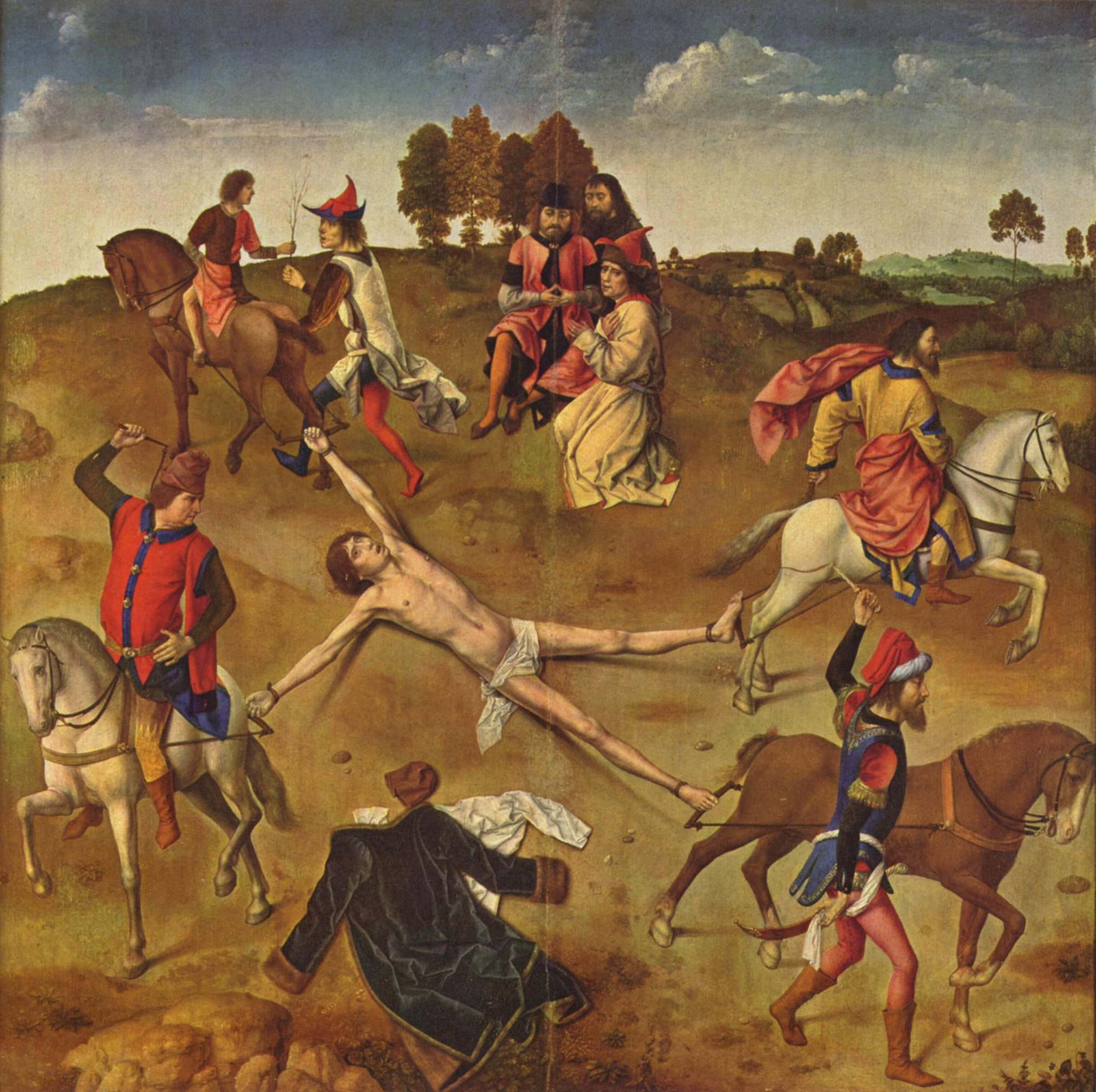
Мученичество св. Ипполита (Дирк Боутс)

## В литературе
Бог вздохнул и монотонно начал — в алфавитном порядке, чтобы не обвинили в том, что он одного назвал прежде другого, — читать свой синодик: Адальберт Пражский — пронзён семизубцем; Адриан — положен на наковальню и забит молотами; Афра Аугсбургская — сожжена на костре; Агапит из Пренесты — повешен за ноги и сожжён; Агрикола Болонский — распят на кресте и пронзён гвоздями; Акведа Сицилийская — ей отсекут груди; Альфегий Кантуарийский — забит до смерти бычьей костью; Анастасий Салонский — удавлен и обезглавлен; Анастасия Сирмийская — груди отсекут, сожгут на костре; Ансаний Сиенский — внутренности вырвут; Антоний Памиерский — четвертован; Антоний Риволийский — побит камнями, сожжён; Аполлинарий Равеннский — забит молотом; Аполлония Александрийская — сожжена на медленном огне после того, как ей вырвали все зубы; Августа Тревизская — обезглавлена и сожжена; Аура Остийская — раздавлена мельничным жёрновом; Аурея Сирийская — посажена на стул, утыканный гвоздями, и истекла кровью; Аута — расстреляна из луков; Бабилий Антиохийский — обезглавлен; Варвара Никомедийская — обезглавлена; Барнабий Кипрский — побит каменьями и сожжён; Беатриса Римская — удавлена; Блаженный из Дижона — пронзён копьём; Бландина из Лиона — растерзана бешеным быком; Калисто — раздавлен мельничным жёрновом; Кассиана Имолийского ученики закололи стилетом; Кастулий — живым закопан в землю; Киприан Карфагенский — обезглавлен; Кирий Тарсийский умерщвлён ещё в детстве судьёй, бившим его головою о ступени помоста; Кларий Нантский — обезглавлен; Клементий — привязан к якорю и утоплен, Криспин и Криспиниан — обезглавлены оба; Кристина Больсанская — умерщвлена после пыток под жёрновом, на колесе, тисками и стрелами. Дойдя до этого места, Бог сказал: Ну и так далее, в том же духе, разница только в мелких подробностях мучительства, которые слишком долго объяснять, а так всё одно и то же — обезглавлен, сожжён, утоплен, брошен на растерзание диким зверям, пронзён копьём, зарублен мечом, распят, задушен, удавлен, обезглавлен, сожжён, утоплен, брошен на растерзание диким зверям, пронзён копьём, зарублен мечом, распят, задушен, удавлен, обезглавлен, сожжён, утоплен, брошен на растерзание диким зверям, пронзён копьём, зарублен мечом, распят, задушен, удавлен, колесован, четвертован, повешен, привязан к хвостам лошадей и разорван на части, отсечены груди, вырван язык, ослеплён, побит каменьями, забит, как ни странно это звучит, деревянными башмаками и опять — обезглавлен, сожжён, утоплен, брошен на растерзание диким зверям, пронзён копьём, зарублен мечом, распят, задушен, удавлен, вздет на рога, распят, распят, распят, распят, распят, распят — может быть, хватит? Это ты себя должен спросить, отвечал Иисус, и Бог продолжал: Сабиниан Ассизский — обезглавлен, Сатурнин Тулузский — затоптан бешеными быками, Себастьян — пронзён стрелами, Сегисмунд — брошен в колодец, Текла Иконийская — четвертована и сожжена, Теодор — обезглавлен, Тибурций — тоже, Тимофей Эфесский — побит камнями, Урбано — распят, и было ещё великое множество прочих, хватит с тебя? Не хватит, отвечал Иисус, что было с этими прочими? — Ты настаиваешь? — Настаиваю
— Жозе Сарамаго. Евангелие от Иисуса / Пер. с португ. А. Богдановского. — М., 1999. — С. 326—328.